# Fender Mustang
Die Fender Mustang ist ein E-Gitarren-Modell mit massivem Korpus (englisch: Solidbody), das seit 1964 vom US-amerikanischen Musikinstrumentenhersteller Fender gebaut wird.

## Geschichte
Um die Lücke zwischen den Einsteigergitarren und den teureren Modellen zu schließen, wurde 1964 die Fender Mustang vorgestellt. Sie besitzt den gleichen Korpus wie die Duo-Sonic, ebenso die zwei elektromagnetischen Tonabnehmer in Einzelspulen-Bauweise (Single Coil). Neu an der Mustang waren eine verbesserte elektrische Schaltung und ein neu entworfenes Vibratosystem ähnlich dem der Fender Jaguar und der Fender Jazzmaster. Die Produktion wurde 1981 zunächst eingestellt; seit 1986 stellt Fender Japan eine Neuauflage der Fender Mustang her. Unter dem Markennamen Fresher wurden ebenfalls von einem japanischen Hersteller Kopien angeboten.
Die Mustang gehört neben dem 1966 vorgestellten Fender Mustang Bass zu den letzten Instrumenten, die vom Firmengründer Leo Fender mitentwickelt wurden. Nach dem Verkauf der Firma Fender an den Medienkonzern CBS im Oktober 1964 zog Leo Fender sich im Laufe des Jahres 1965 zurück.

## Konstruktion
Die Mustang folgt wie bereits die E-Gitarren-Modelle Fender Telecaster und die Fender Stratocaster dem grundlegenden Konstruktionsprinzip der Firma Fender: Auf einen massiven Korpus wird ein Hals aus Ahornholz geschraubt. Für den Korpus wird jedoch Fender-untypisch Pappelholz oder (sehr selten in alten Modellen vorzufinden) Mahagoni verwendet. Die Stimmmechaniken befinden sich in einer Linie auf der oberen Seite der asymmetrischen Kopfplatte. Die Elektronik ist auf ein aus Kunststoff bestehendes Schlagbrett montiert, das sich unter den Gitarrensaiten auf dem Korpus befindet. Die Mustang wurde zu Beginn in zwei Versionen mit einer kurzen (22,5 Zoll/21 Bünde) und einer langen (24 Zoll/22 Bünde) Mensur angeboten, wobei die Produktion der Hälse mit kurzer Mensur wegen schlechter Verkaufszahlen schnell aufgegeben wurde. Die Elektronik besteht aus zwei Single-Coil-Tonabnehmern, die über zwei Schiebeschalter sowie je einen Lautstärke- und Klangregler verwaltet werden. Durch die beiden Schalter, die jeweils drei Schaltmöglichkeiten besitzen, sind mit der Mustang insgesamt vier verschiedene Klänge abrufbar.

## Die Mustang in der Musik
Obwohl die Mustang ursprünglich von Fender als Student Model gedacht war, gibt es nicht wenige bekannte Gitarristen, die dieses Instrument besitzen und auch auf der Bühne einsetzen. Namentlich erwähnt seien Walter Becker von Steely Dan, Shakira, Johnny Winter ebenso wie David Byrne, John Frusciante, Todd Rundgren, Graham Coxon, PJ Harvey, Patti Smith, Brody Dalle und Adrian Belew.
Jimi Hendrix benutzte eine rote Mustang bei den Aufnahmen für die zweite Platte der Jimi Hendrix Experience mit dem Titel Axis: Bold as Love. Die Gitarre wurde im Jahr 2007 für 400.000 US-Dollar versteigert.
Einer der berühmtesten Mustang-Spieler war Kurt Cobain von der Band Nirvana (unter anderem zu sehen in den Videos zu den Musikstücken Smells Like Teen Spirit und In Bloom). Cobain benutzte die Mustang auch als Vorlage für seine eigene Signature-Gitarre: Auf die Frage, wie ein mögliches „Kurt-Cobain-Sondermodell“ aussehen solle, fotografierte Cobain seine Mustang und eine Fender Jaguar, schnitt die beiden Fotos in der Mitte durch, klebte die Oberseite der Jaguar an die Unterseite der Mustang und präsentierte das Ergebnis mit dem Wort „So!“. Dieser Logik folgend, ging die Gitarre mit dem Kunstnamen „Jag-Stang“ (Jaguar und Mustang) in die Produktion. Die Gitarre aus dem Teen-Spirit-Musikvideo, eine 1969er Competition Lake Placid, wurde 2022 für 4,5 Millionen US-Dollar versteigert.

## Mustang Verstärker
Unter dem Namen Mustang wird aktuell auch eine Serie von Gitarrenverstärkern der Firma Fender produziert. Diesen Modellen ist gemeinsam, dass sie über eine große Auswahl an Effekten und Verstärkeremulationen verfügen, die auch mittels USB-Verbindung und der Software FUSE vom Computer aus editiert werden können.